# Halsrevben
Halsrevben är ett övertaligt, oftast underutvecklat, revben som utgår från den sjunde (nedersta) halskotan. Detta förekommer hos ca en procent av alla människor.
Halsrevben ger vanligen inga besvär men kan ibland utöva tryck på de kärl och nerver från halsryggen som går till armen och ge upphov till smärtor och domningar i handen eller underarmen samt rubba blodförsörjningen till fingrarna.  Detta beror på ett fibröst band till det första ordinarie revbenet.
Vid symtom kan en kirurgisk delning av det fibrösa bandet ge lindring, men ibland kan det rudimentära halsrevbenet behöva tas bort för att erhålla lindring av symtomen.
Hos djur är halsrevbenen små och vanligen fast förenade med respektive halskota. De förekommer hos kloakdjur, vissa kräldjur och hos fåglar.